# Lex Burgundionum
Lex Burgundionum (łac. Ustawa Burgundów, zwana też Lex Gundobada) – jedna z tzw. Leges Barbarorum wydana przez króla Gundobada, zapewne w początkach VI w. Obowiązywała ludność plemienia Burgundów. Była zwięzła (88 artykułów) i czerpała z wzorców rzymskich oraz wizygockich. Została znowelizowany przez króla Zygmunta (Liber Constitutionum).